# Horsten (Friedeburg)
Horsten is een dorp in het Landkreis Wittmund in de Duitse deelstaat Nedersaksen. Het maakt deel uit van de gemeente Friedeburg.
Het is met circa 2.200 inwoners het op één na grootste dorp in de gemeente.

## Ligging, infrastructuur
Horsten ligt aan de Bundesstraße 436, die van Friedeburg oostwaarts naar afrit 6 van de Autobahn A 29 en verder naar Sande loopt. Horsten ligt zelf ongeveer 7 km ten oosten van het dorp Friedeburg en circa 7 km ten noorden van Zetel. Het is daarmee het meest oostelijke dorp van Oost-Friesland.
Horsten ligt op het einde van de geestrug die midden door Oost-Friesland loopt. Het is hoofdzakelijk een boeren- en woonforensendorp.

## Geschiedenis
In het wapen van het dorp is de zogenaamde Zonnesteen van Horsten afgebeeld. In deze uit porfier bestaande zwerfsteen , die aan de voorzijde glad is, zijn 17 concentrische cirkels (buitenste diameter 77 cm) ingebeiteld. Het middelpunt wordt gevormd door een gat van 3,4 cm diameter. De steen werd in het begin van de 20e eeuw ten westen van Horsten gevonden, waar hij tot 1963 als basis van een tuinpoort werd gebruikt. Een plaatselijke archeoloog herkende hem als een mogelijk uit de Bronstijd daterend artefact. De steen werd in 1981 gerestaureerd en staat in de dorpsschool van Horsten. Elders in het dorp werd een replica opgesteld.
De oudste vermelding van het dorp dateert uit 1134. De Sint-Mauritiuskerk, gelegen op een warft, dateert uit de dertiende eeuw, maar heeft ten minste twee houten voorgangers gehad. In de 16e eeuw kende het dorp een korte economische bloeiperiode. Het lag, vóór de inpoldering daarvan, aan de zeearm Schwarzes Brack, een deel van de Jadeboezem, en had een haventje.
In 1972 werd de tot dan toe zelfstandige gemeente Horsten toegevoegd aan de gemeente Friedeburg.

## Geboren te Horsten
- Tönjes Bley (* 21 januari 1757 op de hoeve Horster Grashaus bij Horsten ; † 18. december 1814 in Aurich), Oost-Fries waterbouwkundig ingenieur en landmeter. Hij liet een trekvaart aanleggen, die later een deel van het Eems-Jadekanaal werd.[3]